# Ricberht kelet-angliai király
Ricberht (óangolul Ricbyhrt) az angolszász Kelet-Anglia királya lehetett a 7. században. Életéről és uralkodásáról keveset tudni.
Beda Venerabilis Az angol nép egyházának története (latinul: Historia ecclesiastica gentis Anglorum) c. műve szerint (627 körül) megölte Eorpwaldot.
Elődje halála után Szent Béda nem említi, hogy királlyá vált volna.

## Uralkodása
A témával foglalkozó történészek általában úgy tartják, hogy Ricberht – ha egyáltalán uralkodott –, Eorpwaldot követte a trónon és utána három évig regnált. Béda nem említi újból, csak megjegyzi, hogy "és aztán három évig a vidék tévedésben volt" ("et exinde tribus annis prouincia in errore uersata est"), mielőtt Sigeberht és Ecgric nem jutott hatalomra. 

## Fordítás
Ez a szócikk részben vagy egészben  a   Ricberht of East Anglia című angol Wikipédia-szócikk ezen változatának fordításán alapul.  Az eredeti cikk szerkesztőit annak laptörténete sorolja fel. Ez a jelzés csupán a megfogalmazás eredetét és a szerzői jogokat jelzi, nem szolgál a cikkben szereplő információk forrásmegjelöléseként.
| Előző uralkodó: Eorpwald | Kelet-Anglia királya 627 – 630? | Következő uralkodó: Sigeberht |